# Дунечка
«Дунечка» (белор. Дунечка) — художественный фильм, премьера которого состоялась 27 января 2005 года. Посвящён памяти актёра Николая Ерёменко-младшего.

## Сюжет
Идея фильма основана на автобиографии автора сценария фильма Светланы Шафранской. В фильме рассказывается о любовной истории двенадцатилетней девочки (Мария Возба), которая отправилась на гастроли вместе с театром. В поездке Дунечка влюбляется в сына одного из актёров театра Колю (Владимир Жеребцов), которому нравится профессиональная актриса. Также Дунечка переживает по поводу романа её матери с режиссёром театра и её отношениях с отцом, однако, несмотря ни на что, это лето для Дуни остаётся самым счастливым.

## В ролях
| Актёр               | Роль                                |
| ------------------- | ----------------------------------- |
| Мария Возба         | Дунечка                             |
| Владимир Жеребцов   | Коля Иваненко                       |
| Зинаида Шарко       | бабушка Фрося                       |
| Михаил Ефремов      | режиссёр театра Борис Александрович |
| Валерия Арланова    | Валентина, мама Дунечки             |
| Игорь Бочкин        | Александр Иванович, папа Дунечки    |
| Анатолий Кот        | муж Берты                           |
| Елена Стеценко      | Берта, старшая сестра Дунечки       |
| Виктор Рыбчинский   | Николай Иваненко-старший            |
| Алексей Шедько      | дядя Серёжа                         |
| Анна Казючиц        | актриса Наташа                      |
| Любовь Румянцева    | актриса театра                      |
| Геннадий Овсянников | Виктор Сергеевич, актёр театра      |

## Критика
Как отмечает киновед М. Костюкович, «Дунечка» это один из тех белорусских кинофильмов, в которых поднимается тема прошлого. С девяностых годов как в кино для взрослых, так и в кино для детей их создатели снова и снова погружаются в прошлое, «хотя жить прошлым не свойственно детям». Действие фильма происходит в брежневское время. Сценарий Светланы Шафранской написан с таким внимательным и бережным отношением к героям, что производит впечатление основанного на собственных воспоминаниях. Впервые в белорусском детском кино исследуются все этапы подростковой любви без ответа: от зарождения чувства до его угасания. Линия любви переплетена с темой поиска своего предназначения — для главной героини, школьницы Дунечки, это жизнь на сцене. Любовь Дунечки к красивому молодому актёру-пионервожатому иссякает, но вместо неё в её жизнь приходит подлинное — актёрское служение. При этом «Дунечка» — единственный фильм для детей, снятый в 1990—2000 годах, который обращается к вопросу обретения призвания, заставляющий задуматься о будущем.
Костюкович отмечает, что рядом с Дунечкой нет родителей — критик утверждает, что происходит их «символическая смерть», но девочка не остаётся одна, рядом с ней всегда бабушка. Впервые за многие годы в детском кинематографе образ бабушки связан не с «отрешённостью и контролем», Дунечка находит в её лице поддержку, всегда может поделиться с ней сокровенными переживаниями. Создатели фильма, углубляясь в прошлое, рисуют семью светлыми, радостными красками. Окружающее показано глазами девочки, пропущено через её духовный мир и её чувства: всё «мальчишеское» и «приключенческое» исключено из этой картины летних каникул.

## Фестивали и награды
- ХI Минский международный фестиваль «Лістапад» (Минск, 2004) — фильм участвовал в основной конкурсной программе.
- II Международный фестиваль кино стран Содружества «Московская премьера» (Москва, 2004) — Приз зрительских симпатий в Конкурсе «Наше новое детское кино» за лучший фильм.
- VII Кинофестиваль «Бригантина» (Бердянск, 2004) — специальный приз «Надежда „Бригантины“» актрисе Маше Возбе и диплом «За открытие молодых талантов» режиссёру А. Ефремову.
- II Международный кинофестиваль «Новое кино. XXI век» (Смоленск, 2005) — Приз «Феникс» за лучший актерский состав, специальный приз «За сохранение и развитие лучших традиций содружества кинематографистов Беларуси и России».
- XIV Кинофестиваль «Золотой Витязь» (Челябинск, 2005) — Специальный приз жюри.
- V Национальный кинофестиваль белорусского кино (Брест, 2005) — Призы «Хрустальный Аист» в категориях «За лучший художественный фильм» и «За лучшую режиссуру», дипломы «За лучший актерский ансамбль», «За лучшую роль второго плана» — актрисе Анне Маланкиной и актеру Александру Ткаченку
- V кинофестиваль «Стожары» (Киев, 2005) — Диплом «За высокое мастерство исполнения главной роли» актрисе Маше Возба
- Международного кинофестиваля семейных и детских фильмов «Верное сердце» (Калуга, 2006) — Приз «За лучшее исполнение детской роли» Маше Возбе[3]